# Sarre nos Jogos Olímpicos de Verão de 1952
O Sarre competiu nos Jogos Olímpicos de Verão de 1952, realizados na cidade de Helsinque, Finlândia. Houve 36 competidores em 9 esportes porém nenhum conseguiu medalhas.